# Ervin Moldován
Ervin Moldován (* 5. Februar 1978 in Miercurea Ciuc) ist ein rumänischer Eishockeyspieler ungarischer Herkunft, der seit 2000 beim HSC Csíkszereda in der Rumänischen Eishockeyliga und der multinationalen MOL Liga unter Vertrag steht.

## Karriere

### Club
Ervin Moldován begann seine Karriere als Eishockeyspieler beim Verein Sportul Studențesc in Bukarest, für den er 1998 sein Debüt in der Rumänischen Eishockeyliga gab. 2000 wechselte er in seine Heimatstadt Miercurea Ciuc zum HSC Csíkszereda, für den er seither aktiv ist. Mit seinem Club wurde er seit 2004 insgesamt neunmal Rumänischer Meister und gewann siebenmal den Rumänischen Pokal. Von 2002 bis 2004 spielte er mit seinem Verein nicht nur in der rumänischen Liga, sondern zudem auch in der supranationalen Pannonischen Liga, die das Team 2003/04 gewinnen konnte. Nach Gründung der ungarisch-rumänischen MOL Liga war er mit Csíkszereda auch dort aktiv und konnte die Liga in der Spielzeit 2010/11 gewinnen. 2014 war er gemeinsam mit Stanislaw Eis vom CSM Dunărea Galați und Daniel Tanase von Sportul Studențesc hinter seinem Klubkameraden Tihamér Becze zweitbester Torschütze der Playoffs der rumänischen Liga.

### International
Bereits als Jugendlicher startete Moldován für Rumänien international. Sein Debüt in der Herren-Nationalmannschaft gab er bei der C-WM 1998. Dort verpassten die Rumänen trotz einer 2:0-Führung nach dem ersten Drittel im entscheidenden Spiel gegen Gastgeber Ungarn den Aufstieg, da das Spiel noch mit 2:3 verloren ging. Auch 1999 spielte Moldován bei der C-WM. Nach der Umstrukturierung der Weltmeisterschaften nahm er 2001 mit Rumänien an der neugeschaffenen Division II teil. Beim Turnier in Bukarest gelangen fünf Siege in fünf Spielen und damit der Aufstieg in die Division I, in der er in den Jahren 2002, 2003, 2004 und 2005 auf dem Eis stand. Nach dem Abstieg 2005 bestritt Moldován auch die folgenden Fahrstuhljahre 2006. 2007, 2008 und 2009 mit aufeinanderfolgenden Auf- und Abstiegen. 2010 hingegen verpasste er mit seiner Mannschaft den sofortigen Wiederaufstieg aus der Division II, der dann allerdings ein Jahr später durch einen 2:1-Erfolg im entscheidenden Spiel gegen Gastgeber Kroatien gelang. Dank zweier Siege gegen Litauen (6:5) und Australien (5:3) konnten sich die Rumänen 2012 erstmals seit 2004 in der Division I halten, was auch 2013 bei Moldováns 15. Teilnahme an einer Weltmeisterschaft gelang. 2014 musste er mit seinem Team dann jedoch den Abstieg in die Division II hinnehmen. Nachdem die Rumänen 2015 ohne Moldován wieder in die Division I aufstiegen, spielte er dort auch 2016.
Zudem nahm Moldován auch an den Qualifikationsturnieren für die Olympischen Winterspiele 2006 in Turin, 2010 in Vancouver, 2014 in Sotschi und 2018 in Pyeongchang teil. Dabei scheiterten die Rumänen stets bereits in der ersten Qualifikationsrunde.

## Erfolge
- 2001 Aufstieg in die Division I der Eishockeyweltmeisterschaften bei der WM der Division II, Gruppe B
- 2002 Rumänischer Pokalsieger mit dem HSC Csíkszereda
- 2004 Rumänischer Meister mit dem HSC Csíkszereda
- 2004 Rumänischer Pokalsieger mit dem HSC Csíkszereda
- 2004 Gewinn der Pannonischen Liga mit dem HSC Csíkszereda
- 2006 Aufstieg in die Division I der Eishockeyweltmeisterschaften bei der WM der Division II, Gruppe A
- 2007 Rumänischer Meister mit dem HSC Csíkszereda
- 2007 Rumänischer Pokalsieger mit dem HSC Csíkszereda
- 2008 Aufstieg in die Division I der Eishockeyweltmeisterschaften bei der WM der Division II, Gruppe A
- 2008 Rumänischer Meister mit dem HSC Csíkszereda
- 2008 Rumänischer Pokalsieger mit dem HSC Csíkszereda
- 2010 Rumänischer Meister mit dem HSC Csíkszereda
- 2010 Rumänischer Pokalsieger mit dem HSC Csíkszereda
- 2011 Aufstieg in die Division I der Eishockeyweltmeisterschaften bei der WM der Division II, Gruppe B
- 2011 Rumänischer Meister mit dem HSC Csíkszereda
- 2011 Rumänischer Pokalsieger mit dem HSC Csíkszereda
- 2011 Gewinn der MOL Liga mit dem HSC Csíkszereda
- 2012 Rumänischer Meister mit dem HSC Csíkszereda
- 2013 Rumänischer Meister mit dem HSC Csíkszereda
- 2014 Rumänischer Pokalsieger mit dem HSC Csíkszereda
- 2016 Rumänischer Pokalsieger mit dem HSC Csíkszereda
- 2018 Rumänischer Meister und Pokalsieger mit dem HSC Csíkszereda

## MOL-Liga-Statistik
(Stand: Ende der Saison 2017/18)